# Conan Exiles
Conan Exiles est un jeu vidéo de survie développé et publié par Funcom pour Microsoft Windows, PlayStation 4 et Xbox One.
Le jeu se déroule dans le monde de Conan le Barbare, le personnage jouable commence son parcours en étant sauvé dans le désert par Conan en personne. 
Les versions à accès anticipé du jeu ont été publiées au début de 2017 et finissaient officiellement le 8 mai 2018.

## Généralités
La prémisse la plus élémentaire de Conan Exiles est la survie dans l'âge fictif des Hyboriens préhistoriques.
Les personnages joueurs commencent à être reconnus coupables de divers crimes, condamnés à mort et crucifiés sous le soleil brûlant du désert.
Le joueur est ensuite sauvé par Conan. Cependant, et en tant qu'exilé, le joueur doit maintenant errer dans un paysage désertique rude, nommé de manière appropriée Les Terres des Exilés (The Exiled Lands).
Bien que volumineux, c'était initialement le seul biome disponible pour l'exploration. Une mise à jour ultérieure a ajouté un biome appelé le Nord Glacé (The Frozen North), qui a ajouté de nouveaux éléments à construire, de nouvelles armures et un tout nouveau terrain à explorer. 
A également été ajouté du métal stellaire qui est utilisé pour construire une armure solide ainsi que de meilleurs outils et armes. 
Un biome supplémentaire, The Highlands, a été ajouté en 2017. Une zone volcanique de haut niveau a suivi au deuxième trimestre de 2018 dans la région la plus septentrionale de la carte du jeu. Obsidian a également été ajouté à cette nouvelle addition, utilisée pour créer de puissants outils et armes rivalisant avec ceux du métal stellaire.
Selon le responsable de la communauté Funcom, Jens Erik, la carte finale recouvre environ 53 km².

## Création de personnage
Conan Exiles propose un grand nombre d'options de personnalisation telles que le genre, la voix et plusieurs curseurs d'attributs physiques pour la tête et le corps.
De nombreuses ethnies peuvent être choisies : Cimmérien, Stygien, Hyborien, Nordique, etc. 
De manière plus controversée, des curseurs pour la taille des seins et du pénis sont également disponibles, ce dernier étant censuré en Amérique du Nord par l'Entertainment Software Rating Board.
La religion joue un rôle important dans Conan Exiles. Les joueurs peuvent initialement prêter allégeance à l'un des six dieux du panthéon : Set, Yog, Mitra, Ymir, Derketo ou Crom. Toutes les religions peuvent plus tard être apprises des PNJ dans le jeu, à l'exception de Crom, car le choisir revient à n'en choisir aucune, et n'est représenté par aucun avantage en jeu. Une divinité supplémentaire, Jhebbal Sag, ne peut être acquise qu'en parlant avec un PNJ et en terminant un certain donjon. Le joueur peut ensuite utiliser n'importe quelle combinaison de leurs avantages à tout moment, consistant principalement en des recettes spéciales. Après avoir rassemblé suffisamment d'offrandes spécifiques à chaque divinité, leur avatar peut également être convoqué par le joueur en tant qu'offense pinacle, le plus souvent contre une autre base de joueurs.

## Mécaniques
En utilisant les ressources naturelles, le joueur doit gérer les indicateurs de faim et de soif en plus de repousser les ennemis hostiles, y compris les autres joueurs s'il participe à un serveur PvP.
Les ennemis des PNJ incluent la savane et la faune du delta, tels que les crocodiles, les hyènes, les rhinocéros, les scorpions, les araignées, etc. Des créatures fictives telles que des dragons, des schistosaures semblables à des dinosaures et divers morts-vivants peuplent également The Exiled Lands. Un certain nombre de PNJ humains agressifs existent dans de petits campements, villages et petites villes. Ces PNJ humains peuvent être capturés à l'aide du système de thrall de Conan Exiles.
Selon leur profession et leur rang, les serfs capturés (les thralls) peuvent offrir plusieurs avantages au joueur, notamment des vitesses de fabrication plus rapides, des coûts en matériel réduits, des recettes de fabrication exclusives et une défense en mêlée ou à distance. 
Depuis la mise à jour de 2018, les animaux de compagnie (ou familiers) ont été ajoutés au jeu, permettant ainsi aux animaux d'être capturés à l'état sauvage sous la forme de bébés animaux ou d'œufs, et élevés comme compagnons de voyage ou comme défenseurs de joueurs à la maison. 
Un système de monture était prévu pour le jeu, mais n'était pas inclus dans la version du jeu en raison des limitations de performances de la console. À compter d'avril 2019, le système de montage n'a pas encore été mis en œuvre. En septembre ou octobre 2019, Funcom a annoncé que les chevaux comme monture apparaîtront officiellement en décembre 2019 dans le jeu,.

## Progression
Les points d'expérience sont gagnés grâce à des combats, des collectes et des opérations d'artisanat réussis, ainsi que par petites quantités au fil du temps. Bien qu'il n'existe pas de système de classes formel, chaque niveau supérieur permet un degré de personnalisation grâce à la sélection de points d'attributs et à la création de recettes.

## Trame
L'histoire des terres exilées est révélée au joueur par le Warmaker Klael, l'un des rois géants, les anciens dirigeants des terres exilées. Celui-ci explique que les humains étaient autrefois venus se réfugier auprès des rois géants et que ceux-ci leur offrirent les friches gelées du Nord pour s'y installer.
Pendant mille ans, la paix demeura entre les géants et les humains. Mais ces derniers finirent par commencer à pratiquer des sciences étranges et a vénérer des dieux démons. À cause de la cupidité humaine, la guerre finit par éclater. Les rois géants ont alors créé le bracelet, que possèdent les joueurs, pour plier la volonté des prisonniers de guerre humains, leur permettre de comprendre le langage des géants et d'empêcher les humains de s'échapper. Ils ont fini par compter sur des prisonniers humains pour se battre et travailler pour eux. Cependant, vers la fin de la guerre, les humains ont révélé une nouvelle arme qui brisant les troupes des géants et recouvrit de pierre les survivants.
En désespoir de cause, les géants ont utilisé un rituel pour invoquer une tempête de sable, afin de brûler et tout détruire sur son passage. C'est pourquoi la plupart des terres exilées ressemblent désormais à un désert aride. Tous les géants finirent par mourir, à l'exception du Warmaker Klael. Après des milliers d'années, le joueur s'entretient avec lui puis part à la recherche de l'anneau orné du serpent de Set.

## Réception critique

### Accès anticipé
Dans la première semaine de la sortie de Conan Exiles, le jeu a été vendu à plus de 320 000 exemplaires.
Au cours des 28 premiers jours, la société Funcom avait vendu plus de 480 000 copies nettes (après retours et rejets), soit 7 000 de moins que le montant que Funcom avait prévu de vendre la première année.
En mai 2018, le jeu s'était vendu à plus d'un million d'exemplaires.